# Phassodes albostrigata
Phassodes albostrigata är en fjärilsart som beskrevs av Rothschild 1913. Phassodes albostrigata ingår i släktet Phassodes och familjen rotfjärilar. Inga underarter finns listade i Catalogue of Life.